# Дондик Микола Іванович
Дондик Микола Іванович (30 квітня 1948, Балашівка, Запорізька область) — український юрист, народний депутат України II скликання.

## Біографія
Народився 30 квітня 1948 року в с. Балашівка.
- 1963–1965 — учень Запорізького ПТУ № 22.
- 1965–1968 — електрик-ремонтник Токмацького ковально-штампувального заводу.
- 1968–1970 — служба в армії.
- 1976–1977 — вчитель історії Малинівської середньої школи Володарського районну Донецької області.
- 1977–1985 — на партійній роботі у Володарському райкомі КПУ.
- 1987–1992 — заступник редактора районної газети «Заря Приазовья».
- 1992–1994 — завідувач відділу культури Володарської райдержадміністрації.
- 1998–2002 — начальник управління організаційно-методичної роботи Центральної виборчої комісії.
- 2002–2004 — начальник юридичного відділу Державного комітету України у справах сім'ї та молоді.
- З 2004 — начальник управління організаційно-методичної роботи, заступник керівник секретаріату, Центр. виборча комісія.

## Освіта
У 1971–1976 роках навчався у Донецькому державному університеті на історичному факультеті, а у 1983–1985 у ВПШ при ЦК КПУ. У 1995—2000 роках навчався на юридичному факультеті Київського університету ім. Т.Шевченка.

## Політична діяльність
Народний депутата України 2 скликання з квітня 1994 (2-й тур) до квітня 1998 року за Володарським виборчим округом № 149, Донецька область, висунутий КПУ. Секретар Комітету з питань культури і духовності. Член депутатської фракції комуністів. На час виборів: Володарська райдержадміністрація, завідувач відділу культури.

## Нагороди
- Державний службовець 1-го рангу (2002)
- Медаль «За працю та звитягу» (2005)[2]
- Заслужений юрист України (11.2007)[3]
- Орден Данила Галицького (10.2010)[4].

## Родинні зв'язки
- Батько Іван Кузьмович (1927–1962) — механізатор;
- мати - Марія Григорівна (1928) — пенсіонер;
- дружина Людмила Михайлівна (1949) — пенсіонерка;
- син - Роман (1973) — менеджер приватної фірми;
- син Олег (1978) — менеджер приватної фірми;
- дочка Олена (1984) — державний службовець.